# Tre Kronor (berg)

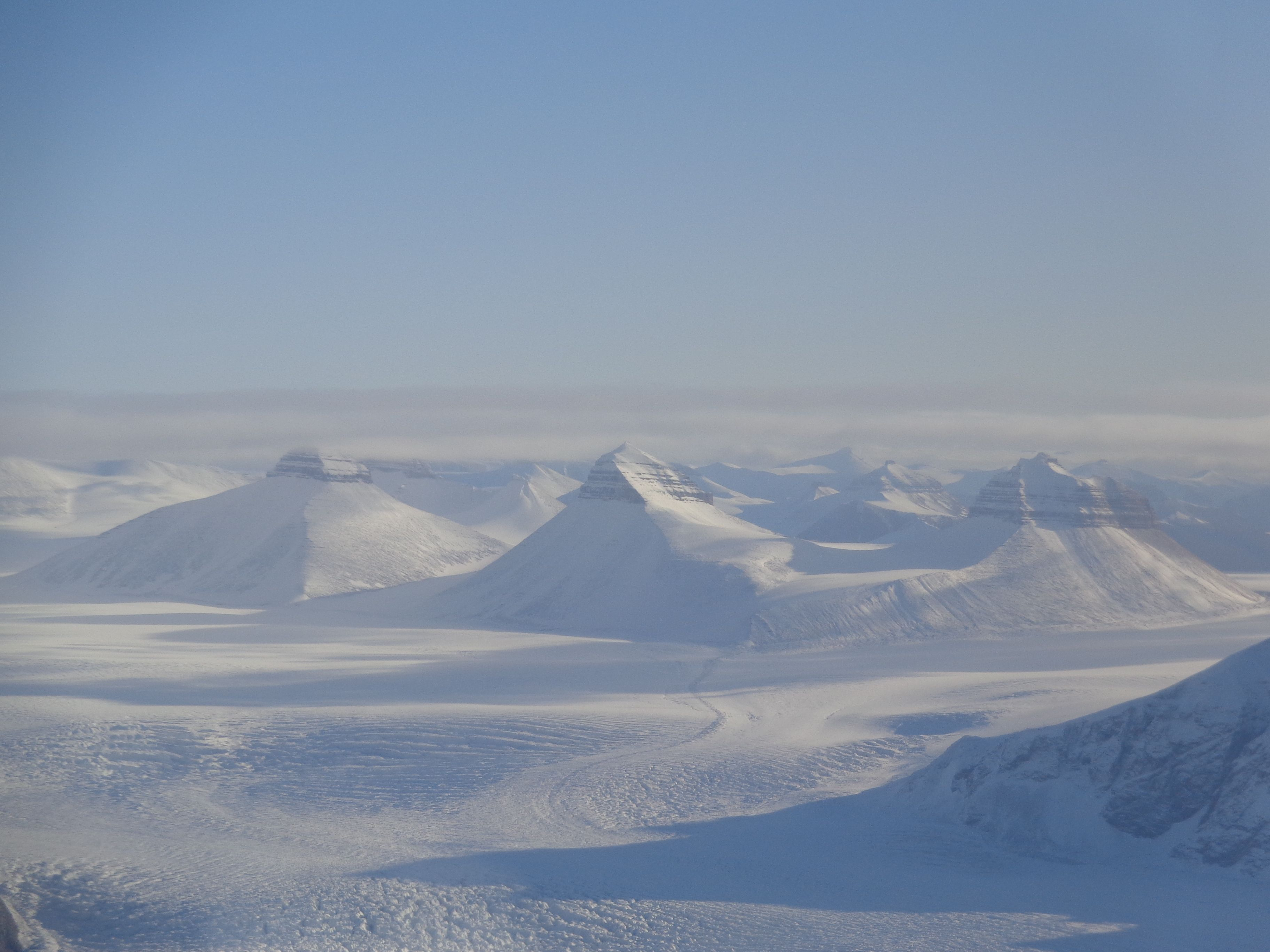
Tre Kronor

Tre Kronor är namnet på tre bergstoppar på Spetsbergen, Svalbard. Dess högsta punkt är 1 226 m ö.h. De tre topparna har namnen Nora, Dana och Svea.